# Гендерна ідентичність
Гендерна ідентичність — усвідомлення особистістю себе як представника чи представниці статі, гендеру, відчуття свого жіночого, чоловічого або андрогінного тіла, усвідомлення своєї приналежності до чоловічої, жіночої або якоїсь іншої статі у соціальному контексті. Гендерна ідентичність не є автоматичною надбудовою над біологічною статтю, вона поетапно формується в особистості у ході виховання та соціалізації,.
Одним із основоположників теорії гендерної ідентичності був сексолог Джон Вільям Мані, який здобув популярність своєю поведінкою по відношенню до вразливих пацієнтів. Мані ввів терміни «гендерна ідентичність», «гендерна роль» і «сексуальна орієнтація» та поширив термін «парафілія».
Потрібно розрізняти ідентичність гендерну та статеву. Людина може володіти чітко визначеною статевою ідентичністю та водночас мати труднощі із гендерною ідентичністю, переживати невідповідність ідеалам, стандартам, нормам «чоловічої» чи «жіночої» поведінки. Гендерна ідентичність залежить здебільшого від соціальних чинників, а не від біологічної природи людини. Для зрілої особистості гендер стає заміною статі.
Гендерна ідентичність — поняття ширше, ніж статеворольова ідентичність, оскільки гендер включає в себе не тільки рольовий аспект, а й, наприклад, образ людини в цілому (зачіску, одяг, охайність і т. д.). Поняття «гендерна ідентичність» не рівноцінне й поняттю «сексуальна ідентичність». Сексуальна ідентичність стосується особливостей самосприйняття і уявлень людини про себе в контексті сексуальної поведінки.

## Вік формування
Існує кілька теорій про те, як і коли формується гендерна ідентичність. Однак, вивчення цього процесу є складним, оскільки діти не можуть виражати себе через мову, тому дослідники роблять припущення з непрямих доказів. Джон Грін припустив, що діти мають свідомість. Він вважає доречним визнавати певну важливість статі від 18 місяців до двох років; Лоуренс Кольберг стверджує, що гендерна ідентичність не формується до трьох років. Загальновизнано, що основа гендерної ідентичності формується у віці трьох років. На цьому етапі діти можуть твердо заявити про свою стать і, як правило, вибирають заняття та іграшки, які вважаються доцільними для їхньої статі (наприклад, ляльки та живопис для дівчат, чи інструменти для хлопчиків), хоча діти ще не повністю розуміють наслідки статі. Після трирічного віку основу гендерної ідентичності надзвичайно важко змінити, і спроби перепризначення її можуть призвести до гендерної дисфорії. Уточнення гендерної ідентичності триває від 4 до 6 років, і продовжується у молодому віці.
Мартін і Рубль осмислюють цей процес розвитку в три етапи: (1) як діти і дошкільнята, діти дізнаються про певні характеристики, які є соціалізованими аспектами гендеру; (2) у віці 5-7 років, ідентичність консолідується і стає жорсткою; (3) після цього «піку жорсткості», повертається плинність і дещо розслабляються соціально визначені гендерні ролі. Барбара Ньюманн розбиває процес на чотири частини: (1) розуміння поняття гендеру; (2) вивчення гендерних стандартів та стереотипів; (3) визначення батьків; (4) формування гендерних переваг.
За даними агентств ООН, дискусії щодо всеосяжної сексуальної освіти підвищують обізнаність щодо таких тем, як гендер та гендерна ідентичність.

## Структура гендерної ідентичності
У структурі гендерної ідентичності можна виділити три компоненти:
- когнітивний (пізнавальний) — усвідомлення приналежності до певної статі і опис себе за допомогою категорій мужності-жіночності. Це Я-образ чоловіка або жінки, усвідомлення ступеня типовості-нетиповості своїх якостей як представника (представниці) гендерної групи;
- афективний (оцінковий) — що припускає оцінку рис особистості та особливостей рольової поведінки шляхом співвіднесення їх з еталонними моделями маскулінності-фемінності (поняття «позитивна і негативна ідентичність» стосуються саме оцінкового компонента);
- конативний (поведінковий) — самопрезентація себе як представника\представниці гендерної групи, а також вирішення криз ідентичності шляхом вибору поведінки відповідно до особистісно значущих цілей і цінностей.